# Пълнен шаран
Пълнен шаран е ястие от традиционната българска кухня, популярно в цяла България рибно ястие, което по традиция се поднася за големия църковен християнски празник Никулден.

## Приготвяне
Шаранът се почиства от люспите и вътрешностите, напълва се със смес от смлени орехи, лук, червен пипер, черен пипер, сол и олио. След напълването шаранът се зашива и се пече във фурна.
Сервира се с резени лимон, лимонов сок, кисели краставички и гарнитура от задушени зеленчуци – моркови, грах, царевица и картофено пюре.